# 튀르키예의 행정 구역
다음은 튀르키예의 행정 구역에 관한 서술이다.

## 같이 보기
- 튀르키예의 주
- 아나톨리아의 호랑이